# Каприз Олмейера
«Капри́з Олме́йера» (англ. Almayer's Folly) — роман английского писателя Джозефа Конрада, опубликованный в 1895 году. Первый роман из серии, объединённой сквозным персонажем капитана Лингарда, куда входят также романы «Изгнанник» (англ. An Outcast of the Islands, 1896) и «Спасатели» (англ. Rescue, 1920). «Каприз Олмейера» описывает наиболее поздние события, соответствующие внутренней хронологии серии. В романе Конрад показывает мир Малайзии, ранее неизвестный английской литературе. Кроме того, это первое произведение, дающее скептический взгляд на империализм. Герои Конрада не несут «бремя белого человека» в отдалённые уголки мира, они поглощены собственными интересами и собственной судьбой. Неевропейцы впервые показаны как полноценные персонажи. Одна из главных героинь романа, дочь Олмейера Найна, несёт в себе как европейскую, так и неевропейскую идентичности.
На русский язык роман был переведён М. Саломон в 1923 году под названием «Каприз Олмэйра». Однако в русскоязычной критической литературе большое распространение получил вариант названия «Каприз Олмейера». В изданном в 2019 году переводе «Личного Дела» (автобиография Конрада) название романа переведено как «Причуда Олмейера».

## История создания

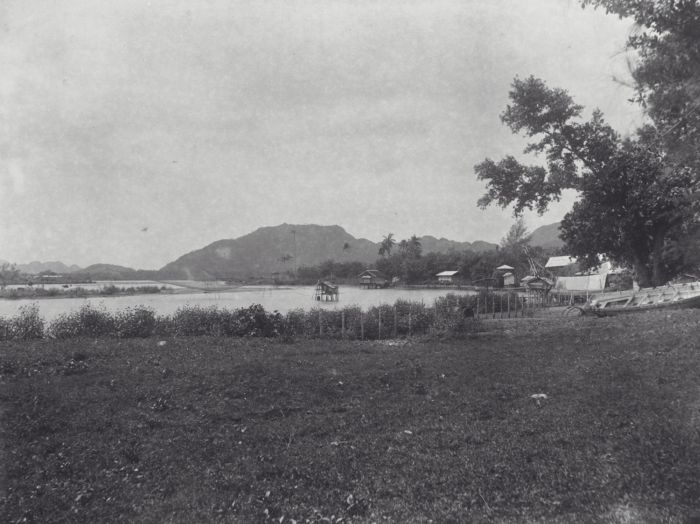
Индонезийская деревня (фотография снята между 1892 и 1915 годами). В 1887—1888 годах Конрад неоднократно посещал различные места Малайского архипелага.

В основу произведения легли впечатления Конрада, которые он получил, работая как первый помощник на корабле «Видар» в 1887—1888 годах. «Видар» совершал торговые путешествия между британским Сингапуром и различными портами Борнео и Целебеса (Сулавеси) в Голландской Ост-Индии. Во время этих путешествий Конрад посетил малайское поселение Танжунг Редеб на реке Берау, которое послужило прообразом Самбира в романе. Тогда же Конрад познакомился с Карелом Вильямом Олмейером, этот человек и послужил прототипом главного героя. Реальный Олмейер действительно работал как торговый представитель капитана Лингарда (в отличие от литературного Лингарда, реальный носил имя Вильям). Вильям Лингард был известен под прозвищем «Раджа-Лаут» или «Владыка морей», и роман Конрада следует реальной биографии обоих персонажей. Вильям Лингард и Олмейер действительно планировали розыски золота в низовьях реки, кроме того они были вовлечены в контрабанду оружия и пороха для местных племён.
Как позже напишет Конрад в «Личном деле»:

Если бы я не узнал Олмейера как следует, то совершенно определённо, ни одной моей строки никогда не было бы опубликовано.
Оригинальный текст (англ.)If I had not got to know Almayer pretty well it is almost certain there would never have been a line of mine in print.
— Joseph Conrad, A Personal Record
Конрад начал писать роман в сентябре 1889 года в Лондоне. В ноябре того же года он отправляется в Брюссель, чтобы пройти собеседование и получить должность капитана речного судна в Конго, где он проведёт следующие три года. Впоследствии в 1891 году, когда Конрад уже служил на корабле «Торренс», курсировавшем между Австралией и Англией, он показал рукопись студенту Кембриджа В. Джакьюсу, который стал первым читателем романа. Хороший отзыв о неоконченном романе побудил Конрада всерьёз задуматься о литературной карьере. Ещё одно важное знакомство также произошло на «Торренсе»: в 1893 году Конрад встретил Эдварда Сандерсона, который убедил его искать издателя для «Каприза Олмейера». Эдвард Сандерсон и его мать впоследствии оказали значительную помощь в правке рукописи, так как Конрад испытывал некоторые трудности с английской грамматикой.

## Содержание

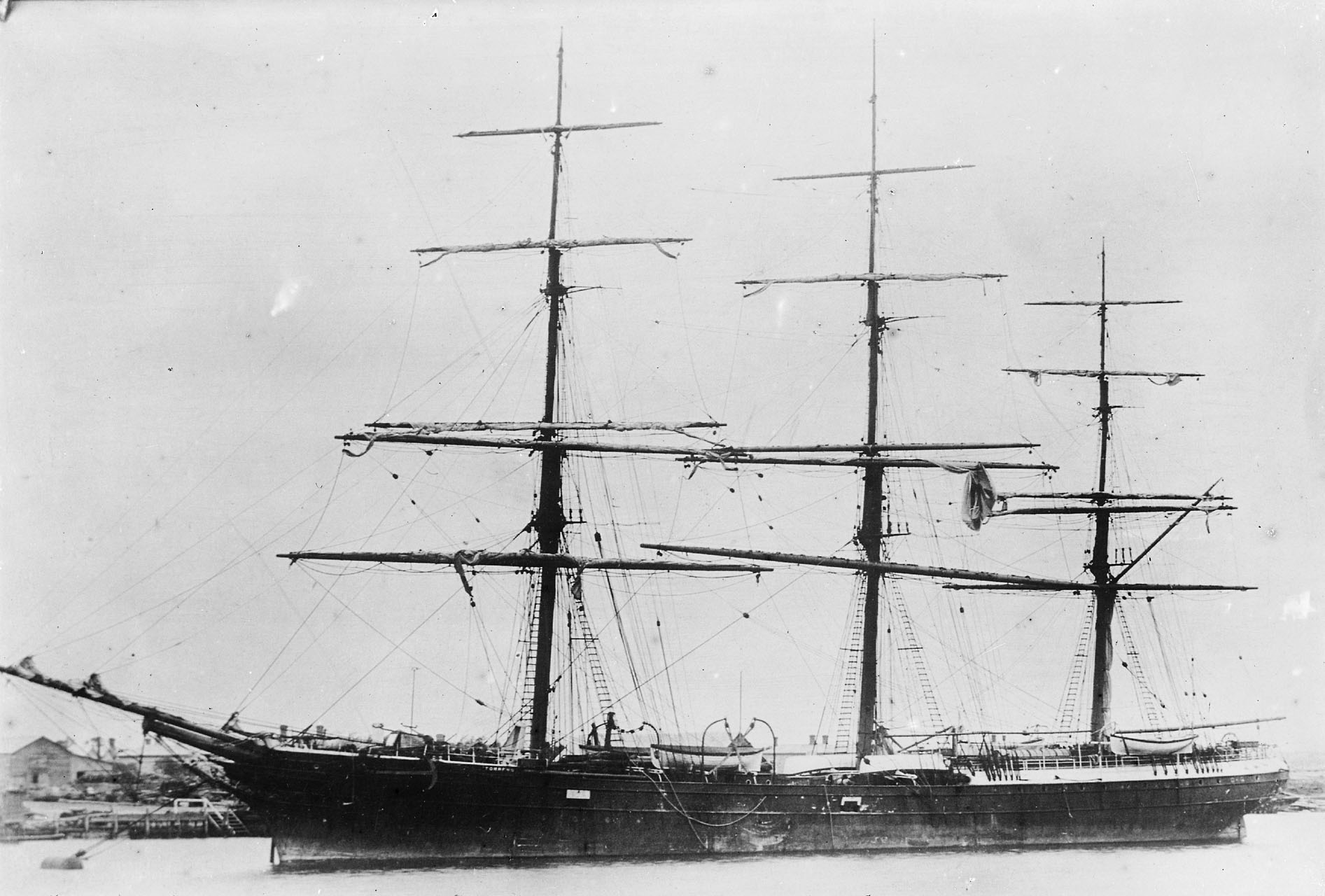
Клиппер «Торренс», на котором Конрад служил в 1891—1893 годах помощником капитана. Здесь завязались важнейшие для дальнейшей литературной судьбы Конрада знакомства.

Роман рассказывает о бедном торговце Олмейере, живущем в небольшой деревне на берегу океана на острове Борнео. Он является представителем знаменитого капитана Лингарда, которого в этих местах называют «Владыкой морей». Лингард считал, что в глубине острова должна быть золотая жила, и она сделает их богатыми. Поверив Лингарду, Олмейер согласился жениться на его воспитаннице, малайской женщине, чьих родителей когда-то убил Лингард. Лингард чувствовал свою ответственность за судьбу женщины и считал, что замужество с белым человеком сможет обеспечить ей место в обществе.
Однако золото не находится, а Лингард куда-то исчезает. Поверив слухам о скором приходе британских завоевателей, Олмейер строит для них большой дом. Никакого завоевания не произошло, а бывающие в этих местах голландские моряки прозвали дом «Глупостью Олмейера» (англ. Almayer's Folly). В последнее время Олмейер всё больше времени проводит дома, предаваясь безнадёжным мечтам о власти и богатстве. Из-за этого его малайская жена всё больше ненавидит его.
Однажды к Олмейеру приходит малайский принц, Дэйн Марула, который хочет обсудить некоторые торговые операции. Миссис Олмейер организовывает встречу дочери Олмейеров Найны с Дэйном. Миссис Олмейер мечтает выдать дочь замуж за малайца, она давно разочаровалась в белых мужчинах и их мире. Дэйн прощается с Олмейером, обещая вернуться и помочь ему в поисках золота. Он действительно возвращается и сразу приходит к Лакамбе, местному радже, и говорит ему, что нашёл золотую жилу, но голландцы захватили его корабль. Лакамба советует Дэйну убить Олмейера, чтобы не делить с ним золота. На следующее утро в реке находят труп человека, похожего на Дэйна. Олмейер расстроен, так как Дэйн был его единственной надеждой отыскать золото. На самом деле труп принадлежал утонувшему рабу Дэйна, на которого тот надел свое кольцо и браслет.
Миссис Олмейер хочет помочь Дэйну бежать из деревни, в которой расквартировались голландцы. В это время Олмейер напивается с ними. Ночью рабыня будит его, сообщая, что Найна сбежала. Олмейер выслеживает её в тайном укрытии Дэйна. Найна отказывается возвращаться, белое общество ей противно. В это же время та же рабыня сообщает голландцам об укрытии Дэйна. Олмейер говорит, что никогда не простит Найну, но поможет ей и Дэйну бежать. В небольшом каноэ им удаётся проскользнуть по реке незамеченными. Олмейер прощается с дочерью и возвращается домой. Жена Олмейера ушла от него, он остаётся один. Остаток дней он проводит, куря опиум и пытаясь забыть свою дочь.
На переднем плане романа находится Олмейер и его отношения с жителями Самбира, в то время как на заднем плане — поиск идентичности его дочери Найны, разрывающейся между европейским отцом и местной матерью.

## Художественные особенности
«Каприз Олмейера» уже содержит все характерные для Конрада повествовательные техники, среди которых самой заметной является то, как автор расставляет акценты в романе при помощи событий и времени, в которое они происходят. В начале романа, сразу за словами миссис Олмейер, обращёнными к мужу, следует длинный флешбэк, раскрывающий прошлое Олмейера и одновременно его мечты о будущем. Ретроспектива используется Конрадом для характеристики главного героя, показывая, что герой живёт в прошлом. Конрад развивает технику параллельного развития сюжета: на переднем плане читатель видит мечты и планы Олмейера, в то же время читателю известно и о скрытых для Олмейера событиях. Читатель осведомлён как об отношениях дочери Олмейра и Дейна, так и о ещё более скрытом сюжете — мести Решида. Структурно роман перемещается между описанием надежд, планов героя в прошлом и их последовательным разрушением в настоящем. Такая структура позволяет автору достичь ироничного восприятия героя читателем.
Во многих местах романа Конрад использует события-сигналы, чтобы показать одновременность действий, происходящих с разными героями. Так, в конце девятой главы датскому офицеру кажется, что он услышал женский голос. В следующей главе Найна издаёт «сдавленный крик», который и объясняет то, что услышал офицер.

### Язык романа
Конрад выучил английский язык в зрелом возрасте. Исследователи также отмечают значительное влияние французского и польского языка на язык романа. Конрад испытывал трудности с использованием артиклей, так как они отсутствуют в польском языке. Вторым хорошо известным Конраду языком был французский, в котором определённый артикль часто используется там, где в английском языке должен был бы стоять неопределённый. Исследователь языка Конрада Форд Мадокс Форд отмечает, что Конрад знал только два из трёх вариантов английского языка. Во-первых, он хорошо освоил официальный английский язык, во-вторых, был знаком с уличным и окраинным сленгом. Однако третий вариант, который Форд называет «диалектом гостиных» и который как раз идеально подходит для написания прозы, был Конраду незнаком.
Особенностью стиля Конрада является также его во многом специфический словарный запас, который, во-первых, сложился на основе колониального варианта английского языка, и кроме того, испытал значительное влияние французского языка. Например, он использует слово «neighborhood», чтобы описать сердечное добрососедство Абдуллы и Олмейера, что является калькированием французского «voisinage». В английском языке такое значение «neighborhood» редко и звучит весьма странно. Этот факт позволил некоторым исследователям уточнить возможное значение названия романа. Традиционно считается, что название романа отображает значение «глупые» (англ. foolish) мечты Олмейера. Однако некоторые исследователи творчества Конрада отмечают, что Конрад мог использовать в названии ассоциации с французским словом folie, основным значением которого является «мания» или «безумие».
В своём романе Конрад также часто неправильно использует времена английского языка. В использовании наречий и уточнений действия сильно влияние польского языка.

## Публикации
Роман был опубликован в 1895 году в издательстве Fisher Unwin. Гонорар Конрада составил 20 фунтов. На русском языке «Каприз Олмейера» был издан издательством «Всемирная литература» в переводе М. Саломон под редакцией К. Чуковского и К. Вольского. При этом фамилия главного героя была переведена как Олмэйр. Предисловие к роману написал К. Чуковский.

## Восприятие
После публикации романа во многих британских газетах, таких как Scotsman, Glasgow Herald, Dayly Chronicle и других, появились благосклонные рецензии критиков. Первоначально критики отнесли произведение Конрада к ряду колониальной и приключенческой литературы. Роман сравнивали с произведениями Киплинга, Стивенсона, Хаггарда. Конрада называли «Киплингом Малайского архипелага» и «Киплингом южных морей». В США критики проявили меньше энтузиазма, однако тоже хвалили автора, отмечая при этом его неопытность. В газете Dial основой романа был назван расовый конфликт, рецензия завершалась замечанием, что роман является ещё одним уроком на тему «Запад есть Запад, Восток есть Восток, и с мест они не сойдут».
Восприятие первого издания романа на русском языке было сходным:

…Роман Джозефа Конрада — одно из немногих подлинно художественных произведений, знакомящих европейского читателя со своеобразной жизнью малайцев, и это делает понятным тот шумный успех, который имела на родине писателя его книга…
— «Новая книга», №7/8, 1923
Впоследствии роман, как и всё творчество Конрада, причисляли к предтечам литературы модернизма.
До последнего времени было принято выделять в творчестве Конрада две фазы. К первой, более важной, относили такие произведения, как «Сердце тьмы» и «Секретный агент», ко второй, менее значительной, причисляли первые («Каприз Олмейера», «Изгнанник») и последние («Спасатели») произведения. Однако в настоящее время, из-за большого интереса исследователей к вопросам империализма, произошла переоценка первого романа Конрада. Современные исследователи отмечают, что большинство первых рецензентов не оценили в полной мере значение романа как вызова романтизации империализма.

## Экранизации
- Итальянский одноимённый телевизионный фильм 1973 года режиссёра Витторио Коттафави[26].
- В 2011 году вышла одноимённая[англ.] французская экранизация романа, снятая Шанталь Акерман, при этом Акерман считает Конрада чуждым для себя автором. В режиссёрской трактовке любовная линия Дэйна и Найны становится основной[27].
- Малайзийский фильм «Hanyut[англ.]» (Дрейф) режиссёра У-Вэй Хаджи Шаари. Фильм был показан на фестивалях в нескольких странах, в Малайзии вышел в прокат в 2016 году. В роли Олмейера снимался австралийский актёр Питер О’Брайен[28][29].